# The Best FIFA Football Awards 2017
The Best FIFA Football Awards 2017 sẽ được tổ chức vào ngày 23 tháng 10 năm 2017 tại London, Anh.

## Người chiến thắng và ứng cử viên

### Cầu thủ nam xuất sắc nhất Thế giới (The Best FIFA Men’s Player)
Một bảng điều khiển các chuyên gia về bóng đá nam đại diện cho nhiều quốc gia thuộc FIFA và các bên liên quan đến bóng đá bên ngoài đã biên soạn một danh sách ngắn gồm 24 cầu thủ nam cho hạng mục giải The Best FIFA Men’s Player. 24 ứng cử viên đã được công bố vào ngày 17 tháng 8. 3 ứng cử viên cuối cùng trong danh sách rút gọn sẽ được công bố vào ngày 22 tháng 9 năm 2017.
Các tiêu chí lựa chọn cho các cầu thủ nam trong năm là: thể thao, cũng như các hoạt động chung trong và ngoài sân từ 20 tháng 11 năm 2016 đến ngày 2 tháng 7 năm 2017.
| Tên                       | Chơi cho câu lạc bộ | Đội tuyển quốc gia |                |                |
| Trận chung kết            | Trận chung kết      | Trận chung kết     | Trận chung kết | Trận chung kết |
| ------------------------- | ------------------- | ------------------ | -------------- | -------------- |
| Cristiano Ronaldo         | Real Madrid         | Bồ Đào Nha         |                |                |
| Lionel Messi              | Barcelona           | Argentina          |                |                |
| Neymar                    | - Barcelona         | Brasil             |                |                |
| Ứng cử viên khác          |                     |                    |                |                |
| Pierre-Emerick Aubameyang | Borussia Dortmund   | Gabon              |                |                |
| Leonardo Bonucci          | - Juventus - Milan  | Ý                  |                |                |
| Gianluigi Buffon          | Juventus            | Ý                  |                |                |
| Dani Carvajal             | Real Madrid         | Tây Ban Nha        |                |                |
| Paulo Dybala              | Juventus            | Argentina          |                |                |
| Antoine Griezmann         | Atlético Madrid     | Pháp               |                |                |
| Eden Hazard               | Chelsea             | Bỉ                 |                |                |
| Zlatan Ibrahimović        | Manchester United   | Thụy Điển          |                |                |
| Andrés Iniesta            | Barcelona           | Tây Ban Nha        |                |                |
| Harry Kane                | Tottenham Hotspur   | Anh                |                |                |
| N'Golo Kanté              | Chelsea             | Pháp               |                |                |
| Toni Kroos                | Real Madrid         | Đức                |                |                |
| Robert Lewandowski        | Bayern Munich       | Ba Lan             |                |                |
| Marcelo                   | Real Madrid         | Brasil             |                |                |
| Luka Modrić               | Real Madrid         | Croatia            |                |                |
| Keylor Navas              | Real Madrid         | Costa Rica         |                |                |
| Manuel Neuer              | Bayern Munich       | Đức                |                |                |
| Sergio Ramos              | Real Madrid         | Tây Ban Nha        |                |                |
| Alexis Sánchez            | Arsenal             | Chile              |                |                |
| Luis Suárez               | Barcelona           | Uruguay            |                |                |
| Arturo Vidal              | Bayern Munich       | Chile              |                |                |

### The Best FIFA Goalkeeper
Một bảng điều khiển các chuyên gia về bóng đá đại diện cho nhiều bên liên quan bóng đá FIFA và bên ngoài sẽ biên soạn một danh sách ngắn gồm ba thủ môn cho hạng mục giải The Best FIFA Goalkeeper.
Các tiêu chí lựa chọn cho thủ môn xuất sắc nhất bóng đá nam trong năm là: thủ môn tốt nhất, bất kể chức vô địch hay quốc tịch, thành tích của anh trong thời gian từ 20 tháng 11 năm 2016 đến 2 tháng 7 năm 2017.
| Tên              | Câu lạc bộ     | Đội tuyển quốc gia |
| ---------------- | -------------- | ------------------ |
| Gianluigi Buffon | Juventus       | Ý                  |
| Keylor Navas     | Real Madrid    | Costa Rica         |
| Manuel Neuer     | Bayern München | Đức                |

### The FIFA Fan Award
Giải thưởng kỷ niệm thời điểm hội Cổ Động viên hâm mộ tốt nhất từ tháng 11 năm 2016 đến tháng 8 năm 2017, bất kể chức vô địch, giới tính hay quốc tịch.